# Bürgstadt
Bürgstadt er en købstad (markt) i Landkreis Miltenberg i Regierungsbezirk Unterfranken i den tyske delstat Bayern. Den er hjemsted for Verwaltungsgemeinschaft Erftal.

## Geografi
Bürgstadt ligger hvor floden Erf munder ud i Main og er næsten sammenvokset med den nærliggende Kreisstadt Miltenberg. Den ligger ved den nordlige udkant af Odenwald ved grænsen mellem delstaterne Bayern og Baden-Württemberg.

## Historie
Bürgstadt er nævnt første gang i 1181.
I forhistorisk tid var der på Bürgstadter Berg en befæstedt bebyggelse beskyttet af en ringmur. Også det romerske kastel Miltenberg-Øst ligger delvist på Bürgstadts område.